# The Act
The Act é uma série de televisão de drama criminal norteamericana que estreou em 20 de março de 2019, no Hulu. A primeira temporada é baseada na vida real de Gypsy Rose Blanchard e no assassinato de sua mãe, Dee Dee Blanchard, que foi acusada de abusar de sua filha por fabricar doenças e deficiências como conseqüência direta da síndrome de Münchhausen por procuração.
Joey King e Patricia Arquette retraram Gypsy e Dee Dee Blanchard, respectivamente. AnnaSophia Robb, Chloë Sevigny e Calum Worthyalso também estrelam.
Na 71ª edição do Primetime Emmy Award, King e Arquette receberam nomeações para Melhor Atriz em Minissérie e Melhor Atriz Coadjuvante em Minissérie, respectivamente.

## Premissa
A série segue a história de Gypsy Blanchard (Joey King), que está confinada à sua cadeira de rodas devido a uma doença. Ao crescer, seu relacionamento com sua mãe superprotetora Dee Dee Blanchard (Patricia Arquette) começa a azedar à medida que ela insiste cada vez mais em sua independência. Ela se revolta quando sua mãe, que dedicou sua vida aos seus cuidados, se torna mais protetora, controladora e abusiva, particularmente em meio a sua tentativa de explorar sua sexualidade.
O relacionamento se torna ainda mais tóxico quando Gypsy descobre muitos segredos. Ela cresceu acreditando que estava doente de câncer, mas descobre que não estava doente de todo. Sua mãe Dee Dee enganou com sucesso não só Gypsy, mas também sua família, amigos e profissionais da área médica a acreditar que sua filha estava doente. Sugere-se que ela sofra de transtorno factício imposto a outro, uma doença mental em que um cuidador exagera ou finge a doença de outra pessoa. A narrativa eventualmente leva ao assassinato depois que Gypsy pede a seu namorado que mate sua mãe.

## Elenco e personagens

### Principais
- Patricia Arquette como Clauddine "Dee Dee" Blanchard, mãe de Gypsy e filha de Emma.
- Joey King como Gypsy Rose Blanchard, filha de Dee Dee e Ron Blanchard.[6]
- AnnaSophia Robb como Lacey Hutches, uma personagem original na série baseada em Aleah Woodmansee[7]
- Chloë Sevigny como Melanie "Mel" Hutches, mãe de Lacey e personagem original na série baseada em Amy Pinegar[8]
- Calum Worthy como Nicholas "Nick" Godejohn, o namorado de Gypsy que mata Dee Dee sob a ordem de Gypsy para que eles possam ficar juntos.

### Recorrente
- Denitra Isler como Shelly, uma vizinha que é próxima dos Blanchards, Mel e Lacey
- Steve Coulter como Dr. Evan Harley
- José Alfredo Fernandez como Oficial Cox
- Poorna Jagannathan como Dra. Lakshmi Chandra

### Convidado
- Dean Norris como Russ, um homem atraído por Dee Dee em 2011.
- Joe Tippett como Scott, interesse amoroso de Gypsy que a conheceu em uma convenção em 2011.
- Brooke Smith como Myra, advogada de Dee Dee.
- Margo Martindale como Emma Blanchard, mãe de Dee Dee e avó de Gypsy.
- Rhea Seehorn como Janet, prima de Dee Dee.
- Juliette Lewis como Stephanie Godejohn, mãe de Nick.
- John Ales como Vance Godejohn, pai de Nick.
- Joe Knezevich como Prosecutor Rippy, advogado de Nick baseado em Dan Patterson.
- Molly Ephraim como Kate, advogada de Gypsy baseada em Mike Stanfield.
- Cliff Chamberlain como Rod Blanchard, ex-marido de Dee Dee e pai Gypsy.

## Episódios

### 1.ª Temporada (2019)
| N.º na série | N.º na temp. | Título                                               | Dirigido por               | Escrito por                             | Lançamento          |
| --- | ------------ | ---------------------------------------------------- | -------------------------- | --------------------------------------- | ------------------- |
| 1 | 1            | "La Maison du Bon Reve" "(A Casa do Sonho Bom)" (BR) | Laure de Clermont-Tonnerre | Nick Antosca & Michelle Dean            | 20 de março de 2019 |
| A mãe amorosa Dee Dee Blanchard e sua doce filha Gypsy chegam em um novo bairro em Springfield, Missouri em 2008, após a destruição de sua casa anterior causada pelo furacão Katrina em 2005. Gypsy se sente sozinha devido a uma série de problemas médicos, mas ela se torna amiga de Lacey, uma adolescente que os visita. Mel (mãe de Lacey) observa Dee Dee e Gypsy roubando um colar de um shopping; mais tarde, com a intenção de comprar o silêncio de Mel, Dee Dee planeja uma festa em sua casa convidando todos os vizinhos. Como Dee Dee explica as questões de levantar sua filha sozinha para Mel, ela vê Gypsy comendo glacê de um cupcake e a leva imediatamente ao hospital, alegando que Gypsy é alérgica ao açúcar. De repente, Mel sente simpatia pelas dificuldades de Dee Dee, então as duas mulheres fazem as pazes na mesma noite. Gypsy ouve o médico dizendo à mãe que ela não é alérgica ao açúcar. Naquela noite, ela caminha até a cozinha (apesar de estar equipada com uma cadeira de rodas) e come chantilly, esperando para ver se apresenta algum dos sintomas de anafilaxia que sua mãe a alertou. Em vez disso, prova que a mãe mentiu para ela. Quando Gypsy volta para a cama, ela fica surpresa ao ver que sua mãe está acordada e diz que está com sede. Gypsy vai para a cama novamente, conectada a uma máquina por Dee Dee, enquanto ela canta para ela. O episódio mostra que Dee Dee foi encontrada morta, Gypsy foi embora e a polícia está investigando em 14 de junho de 2015. |              |                                                      |                            |                                         |                     |
| 2 | 2            | "Teeth" "(Os Dentes)" (BR)                           | Laure de Clermont-Tonnerre | Dan Dietz                               | 20 de março de 2019 |
| Em 2009, Gypsy começa a se esgueirar à noite para comer alimentos açucarados enquanto assiste a vídeos de maquiagem, fazendo uma visita ao dentista, onde todos os dentes são removidos, devido a eles apodrecerem dos remédios que Dee Dee lhe deu. Isso faz com que ela resista a participar de uma cerimônia de premiação para receber um prêmio que Gypsy ganhou (indicada por sua mãe), mas Dee Dee a força a ir, fornecendo dentaduras para que ela se sinta melhor. O Dr. Lakshmi Chandra, um novo médico que está vendo Gypsy suspeitar de seus registros médicos, não está correto e chama outros hospitais para ver se eles são verdadeiros. O médico relata a situação de Gypsy à Child Protective Services, que enlouquece Dee Dee, fazendo com que ela tome pílulas para Gypsy dormir, fazendo-a parecer desorientada e tonta quando fala com a assistente social. Acreditando que foi Mel quem a denunciou ao CPS, Dee Dee a confrontou; no entanto, Mel explica que não era ela e conforta Dee Dee, assegurando-lhe que ela é uma boa mãe. Nos dias atuais, Lacey diz a sua mãe e à polícia que Gypsy tinha uma conta secreta no Facebook, que ela costumava se envolver romanticamente com os caras, provavelmente insinuando que Gypsy tinha um namorado envolvido no assassinato de Dee Dee e seu próprio desaparecimento. |              |                                                      |                            |                                         |                     |
| 3 | 3            | "Two Wolverines" "(Dois Wolverines)" (BR)            | Adam Arkin                 | Robin Veith                             | 20 de março de 2019 |
| Em 2011, Dee Dee faz Gypsy brincar de se vestir para uma convenção de fantasias, onde cada um atrai homens charmosos vestindo trajes de Wolverine que poderiam complicar seu relacionamento insular; Gypsy é atraído por um cara chamado Scott enquanto um homem chamado Russ tem uma atração por Dee Dee (os dois homens estavam vestidos como Wolverine). Gypsy rouba dinheiro e compra um telefone usado para enviar mensagens a Scott, e cria uma conta secreta no Facebook depois de descobrir que sua mãe mentiu sobre sua idade, alegando ter quinze anos (nascida em 1995) e sua certidão de nascimento legal tem um acidente no hospital e Gypsy o visita usando uma peruca vermelha que Scott pegou para ela (como uma referência a Jean Grey), mas não antes de deixar uma nota para sua mãe dizendo que ela deixou para se casar com seu príncipe encantado, assinou "sua filha de dezenove anos". Gypsy depois vai para a casa de Scott, onde Dee Dee chega mais tarde e ameaça criar uma cena se ela não for com ela, enquanto Scott diz que Gypsy tem 14 anos. Quando chegam em casa, Gypsy fica assustada quando vê a mãe irada olhe quando ela forçá-la a sair da van em uma cadeira de rodas. |              |                                                      |                            |                                         |                     |
| 4 | 4            | "Stay Inside" "(Fique Dentro)" (BR)                  | Christina Choe             | Michelle Dean                           | 20 de março de 2019 |
| 5 | 5            | "Plan B" "(Plano B)" (BR)                            | Steven Piet                | Nick Antosca & Lisa Long                | 20 de março de 2019 |
| 6 | 6            | "A Whole New World" "(Um Mundo Novo)" (BR)           | Laure de Clermont-Tonnerre | Heather Marion                          | 20 de março de 2019 |
| 7 | 7            | "Bonnie & Clyde" "(Bonnie & Clyde)" (BR)             | Hannah Fidell              | Dan Dietz & Robin Veith                 | 20 de março de 2019 |
| 8 | 8            | "Free" "(Livre)" (BR)                                | Steven Piet                | Nick Antosca, Michelle Dean & Lisa Long | 20 de março de 2019 |

## Recepção

### Resposta da crítica
A primeira temporada recebeu críticas positivas dos críticos.  No agregador de críticas Rotten Tomatoes, a temporada tem uma classificação de aprovação de 91% com base em 34 avaliações, com uma classificação média de 7,28/10. O consenso crítico do site diz: "Desempenhos perturbadores de Patricia Arquette e Joey King fazem do The Act um caso convincente para a dramatização contínua de histórias reais de crimes." No Metacritic, tem uma pontuação média ponderada de 74 em 100 com base em 16 críticos, indicando "geralmente avaliações favoráveis".